# 卡尼西
卡尼西（法語：Canisy，法語發音：[kanizi]）是法国芒什省的一个市镇，属于圣洛区。2017年，相邻的圣埃布勒蒙-德邦福塞并入卡尼西。

## 地理
卡尼西（49°4'34"N, 1°10'32"W）面积18.15 平方千米，位于法国诺曼底大区芒什省，该省份为法国西北部沿海省份，西、北、东北三面环大西洋，东起顺时针与卡爾瓦多斯省、奧恩省、马耶讷省和伊勒-维莱讷省接壤。
与卡尼西接壤的市镇（或旧市镇、城区）包括：基布、圣吉勒、圣洛、布尔瓦莱、圣马丹德邦福塞。
卡尼西的时区为UTC+01:00、UTC+02:00（夏令时）。

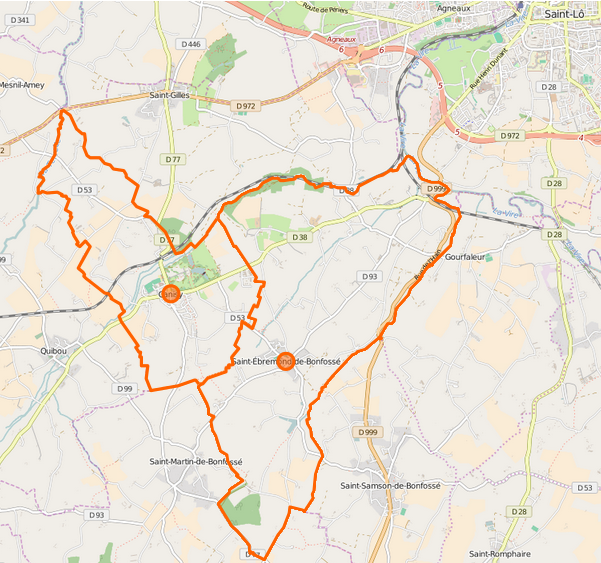
卡尼西的OSM定位图

## 行政
卡尼西的邮政编码为50750，INSEE市镇编码为50095。

## 政治
卡尼西所属的省级选区为圣洛第二县。

## 人口

1962-2008年间卡尼西人口变化图示

卡尼西于2022年1月1日时的人口数量为1723人。